# بناء غلبون

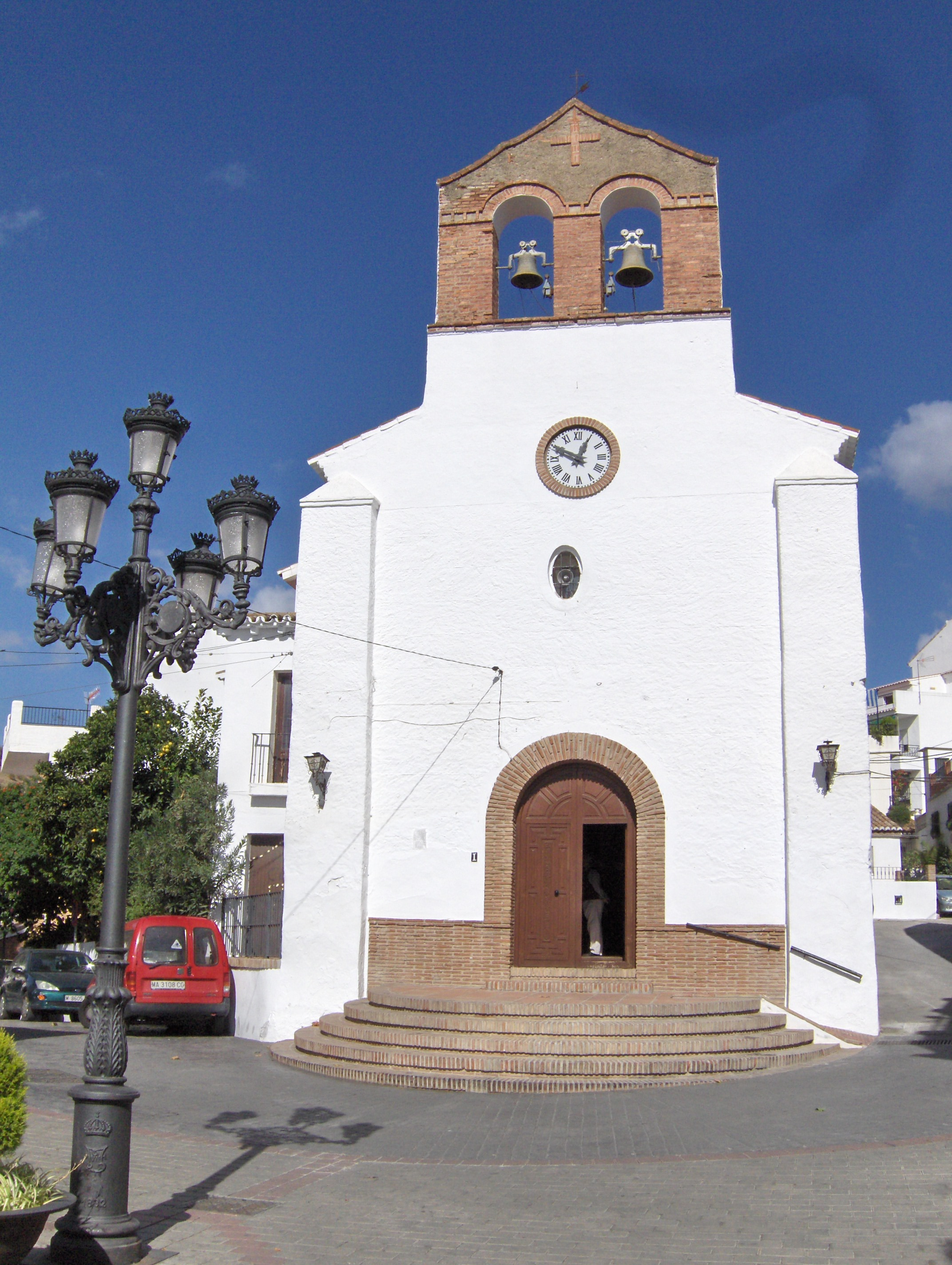
كنيسة في بناء غلبون

بناء غَلبُون أو بِنَى غلبون هي بلدية إسبانية تابعة لبلدية رِنكون في مقاطعة مالقة في الأندلس. تأسست البلدية على يد أفراد من قبيلة غلبون العربية. المدينة تنتج النبيذ والعنب.